# 鶇巣町
鶇巣町（とうのすちょう）は、愛知県岡崎市の町名である。丁番を持たない単独町名であり、15の小字が設置されている。

## 地理
岡崎市の南東部に位置する。

### 小字
| - 字稲場（いなば） - 字大井田（おおいだ） - 字奥田（おくだ） - 字柿ノ木（かきのき） - 字神谷（かみや） | - 字神守田（かんもりだ） - 字クラ（くら） - 字桑原（くわばら） - 字坂ノ入（さかのいり） - 字左桃（さもも） | - 字下田（しもだ） - 字ソラ（そら） - 字広表（ひろおもて） - 字丸根（まるね） - 字ムクロウジ（むくろうじ） |

## 世帯数と人口
2019年（令和元年）5月1日現在の世帯数と人口は以下の通りである。
| 町丁   | 世帯数 | 人口 |
| ------ | ------ | ---- |
| 鶇巣町 | 33世帯 | 89人 |

### 人口の変遷
国勢調査による人口の推移
| 1995年（平成7年）  | 116人 | [ 5 ] |  |
| 2000年（平成12年） | 115人 | [ 6 ] |  |
| 2005年（平成17年） | 110人 | [ 7 ] |  |
| 2010年（平成22年） | 100人 | [ 8 ] |  |
| 2015年（平成27年） | 88人  | [ 9 ] |  |

## 小・中学校の学区
市立小・中学校に通う場合、学区は以下の通りとなる。
| 番・番地等 | 小学校             | 中学校             |
| ---------- | ------------------ | ------------------ |
| 全域       | 岡崎市立本宿小学校 | 岡崎市立東海中学校 |

## 施設
- 鶇巣公民館

## その他

### 日本郵便
- 郵便番号 : 444-3503[3]（集配局：岡崎郵便局[11]）。

## 参考資料
- 「角川日本地名大辞典」編纂委員会 編『角川日本地名大辞典 23 愛知県』角川書店、1989年3月8日。ISBN 4-04-001230-5。
- 有限会社平凡社地方資料センター 編『日本歴史地名体系第23巻 愛知県の地名』平凡社、1981年。ISBN 4-582-49023-9。